# Onesia cuprea
Onesia cuprea är en tvåvingeart som först beskrevs av Robineau-desvoidy 1830.  Onesia cuprea ingår i släktet Onesia och familjen spyflugor.
Artens utbredningsområde är Frankrike. Inga underarter finns listade i Catalogue of Life.